# John Terwilliger
John Richard Terwilliger (født 14. december 1957 i Albuquerque, New Mexico, USA) er en amerikansk tidligere roer.
Terwilliger var med i USA's otter, der vandt sølv ved OL 1984 i Los Angeles. Amerikanerne tabte knebent i finalen til Canada, der tog guldet, mens Australien fik bronze. Den øvrige besætning i amerikanernes båd var Andrew Sudduth, Chip Lubsen, Chris Penny, Tom Darling, Fred Borchelt, Charles Clapp, Bruce Ibbetson og styrmand Bob Jaugstetter. Ved OL 1988 i Seoul var Terwilliger med i amerikanernes firer med styrmand, der blev nr. 5.

## OL-medaljer
- 1984:  Sølv i otter